# John Byrne
John Lindley Byrne (/bɜrn/; Walsall, 6 de juliol de 1950) és un autor de còmics anglocanadenc especialitzat en el gènere superheroic i reconegut pel seu treball en títols com The X-Men/ The Uncanny X-Men, Fantastic Four, Superman, Wonder Woman, Alpha Flight o She-Hulk
de fet, la seua etapa en Uncanny amb el guionista Chris Claremont és considerada la més memorable del grup, en una dècada d'històries que acabà amb la saga Days of Future Past (Dies del futur passat).
Després de treballar molts anys per a Marvel, el 1986 Byrne fitxà per DC Comics per a rellançar llur principal personatge amb la minisèrie The Man of Steel, reconeguda per la crítica com «el millor origen de Superman».
Durant la dècada de 1990, va produir diverses obres de propietat del creador, incloent Next Men i Danger Unlimited. Va escriure els primers números de la sèrie Hellboy de Mike Mignola i va produir una sèrie de còmics de Star Trek per a IDW Publicacions. El 2015, Byrne i el seu col·laborador a X-Men Chris Claremont van entrar al Saló de la Fama del Premi Will Eisner.
És co-creador de personatges Marvel com Kitty Pryde, Emma Frost, Sabretooth (Dents de Sabre), Shadow King, l'Home Formiga (Scott Lang), Bishop, Omega Red i Rachel Summers.

## Estil artístic

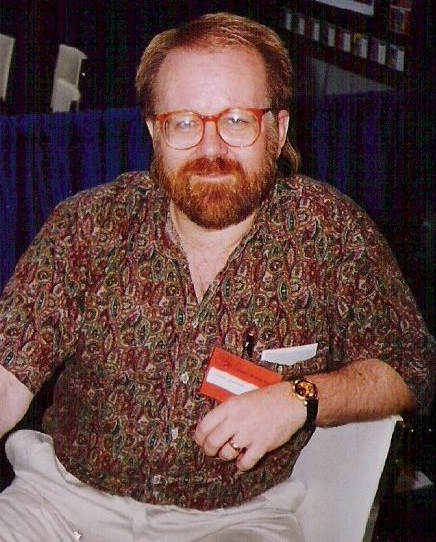
John Byrne a la San Diego Comic Book Expo. el 1992

Byrne ha anomenat el seu estil una "col·lecció d'influències". Cita a Neal Adams, Jack Kirby i Steve Ditko com a influències principals en el seu estil, però continua recollint idees que veu i li agraden mentre canvia constantment les seves eines i mètodes.
Byrne és daltònic per a una estreta gamma de tons verds i marrons. Durant el primer any que Byrne va il·lustrar Iron Fist, creia que el vestit (verd) del protagonista era marró. Va experimentar amb els seus propis tipus de lletra desenvolupats a mà a principis de la dècada de 1980, des de llavors va començar a utilitzar una font digital basada en la cal·ligrafia de Jack Morelli.

## Premis
Byrne va rebre el premi d'artista favoritat de comic book als Eagle Awards el 1978 i el 1979, i el Inkpot Award el 1980.
In 2008, Byrne va entrar al Canadian Comic Book Creator Hall of Fame (saló de la fama canadenc dels creador de comic books).
El 2015, Byrne va entrar al Saló de la Fama del Premi Will Eisner, al costat de les eleccions dels jutges Marge i Bill Woggon i les eleccions dels electors, Chris Claremont, Denis Kitchen i Frank Miller.

### Comic books

#### Charlton Comics
- Beetle Bailey (artista, història de text de dues pàgines) #112–113
- Doomsday + 1 (artista) #1–6
- E-Man (artista, Rog-2000 història de complement) #6–7, 9–10
- Emergency! (artista) #1–2
- The Flintstones (artista, història de text de dues pàgines) #37, 42
- Korg: 70,000 B.C. (artista, història de text de dues pàgines) #2
- Space: 1999 (artista) #3–6
- Valley of the Dinosaurs (artista, història de text de dues pàgines) #3
- Wheelie and the Chopper Bunch (artista) #1–3

#### Dark Horse Comics
- John Byrne's 2112 (1991)
- Danger Unlimited #1–4 (1994)
- John Byrne's Next Men #0, #1–30 (1992–1994)
- Babe #1–4 (1994)
- Hellboy: Seed of Destruction #1–4 (1994)
- Babe 2 #1–2 (1995)

#### DC Comics
- Action Comics (autor complet) #584–600, (artista) #827–835; (escriptor) Annual #1, (escriptor) Annual #6 (artist)
- Adventures of Superman (escriptor) #436–442, 444; (entintador) Annual #2
- All New Atom (artista) #1–3
- Batman (artista, una pàgina) #400, (guionista i artista de la portada) #433–435
- Batman 3D graphic novel (autor complet)
- Batman/Captain America (one-shot, crossover entre companyies, publicat per DC, autor complet)
- Darkseid/Galactus (one shot, crossover entre companyies, publicat per DC, autor complet)
- Blood of the Demon (autor complet) #1–17
- Doom Patrol vol. 4 #1–18 (autor complet)
- Genesis (minisèries, August 1997) (escriptor) #1–4
- Green Lantern Annual (autor complet) #3
- Green Lantern: Ganthet's Tale (one-shot; autor complet, a partir d'una història de Larry Niven)
- Hawkman vol. 4 #26 (May 2004) (artista)
- Jack Kirby's Fourth World #1–20 (autor complet)
- JLA (autor complet) #94–99, amb Chris Claremont
- JLA: Classified #50–54 (artista)
- Lab Rats #1–8 (autor complet)
- Legends #1–6 (minisèries) (artista)
- The Man of Steel #1–6 (autor complet) (sèrie limitada)
- New Gods vol. 4 #12–15 (autor complet)
- New Teen Titans Annual vol. 2 (dibuixant a llapis) #2
- OMAC #1–4 (sèrie limitada)
- Secret Origins Annual vol. 2 (artist) #1 (Doom Patrol)
- Superman (artista, una pàgina) #400
- Superman vol. 2 (autor complet) #1–22 (guionista #18); (artista) #50
- Superman & Batman: Generations #1–4 (sèrie limitada) (autor complet)
- Superman & Batman: Generations 2 #1–4 (sèrie limitada) (autor complet)
- Superman & Batman: Generations 3 #1–12 (sèrie limitada) (autor complet)
- Superman: True Brit novel·la gràfica (artista)
- Untold Legend of The Batman #1 (sèrie limitada) (artista)
- World of Krypton #1–4 (sèrie limitada) (escriptor i artista de la portada)
- World of Metropolis #1–4 (miniseries) (escriptor i artista de la portada)
- World of Smallville #1–4 (miniseries) (escriptor i artista de la portada)
- Wonder Woman vol. 2 (autor complet) #101–136, Annual #5–6

#### IDW Publishing
- Angel: After the Fall (artista) #6
- Angel: Blood & Trenches (autor complet) #1–4
- Cold War (autor complet) #1–4
- Doomsday.1 (autor complet) #1–4
- FX (artista) #1–6
- The High Ways (autor complet) #1–4
- John Byrne's Next Men vol. 2 (autor complet) #1–9, 40–44
- Jurassic Park: The Devils in the Desert (autor complet) #1–4
- Star Trek Romulans: Hollow Crown (autor complet) #1–2
- Star Trek Romulans: Schism (autor complet) #1–3
- Star Trek: Alien Spotlight: Romulans (autor complet) #1–3
- Star Trek: Assignment: Earth (autor complet) #1–2
- Star Trek: Crew (autor complet) #1–5
- Star Trek: Leonard McCoy, Frontier Doctor (autor complet) #1–4
- Star Trek: "Strange New Worlds", fotonovel·la
- Star Trek: New Visions #1–19, fotonovel·les
- Star Trek: New Visions Vol. #1–4 fotonovel·les recopilades amb nou material
- Trio (autor complet) #1–4
- Triple Helix (autor complet) #1–4

#### Marvel Comics
- Alpha Flight (autor complet) #1–28
- The Amazing Spider-Man (dibuixant a llapis) #189, 190, 206 Annual #13; (writer) 440–441
- The Amazing Spider-Man vol. 2 (dibuixant a llapis) #1–18; (guionista) #13–14
- The Avengers (dibuixant a llapis) #164–166, 181–191, 233 (guionista) #305–317; Annual (entintador) #13 (llapis) #14, (guionista) 18
- Avengers West Coast (autor complet) #42–57, Annual #4
- Captain America vol.1 (llapis) #247–255
- The Champions (llapis) #12–15, (entintador) #17
- Daredevil (llapis) #138
- Epic Illustrated (Galactus) (autor complet) #26–34
- Fantastic Four (artist) #209–218, (autor complet) #220, 221, 232–293, Annual #17, 19
- The Further Adventures of Indiana Jones (autor complet) #1, (llapis) #2
- Hulk (writer) #1–7; Annual #1
- Iron Fist (llapis) #1–15
- Iron Man (llapis) #118; (guionista) #258–277; Annual #10 (artista)
- The Incredible Hulk vol.2 (autor complet) #314–319; (llapis) Annual #7; (guionista) Annual #8, 14
- Marvel Comics Presents (autor complet) #18 (història de She-Hulk), #79 (història de Sunspot)
- Marvel Fanfare (autor complet) #29
- Marvel Graphic Novel (guionista) #8, (autor complet) #18
- Marvel Premiere (artista) #25, #47–48
- Marvel Preview (artista) #11
- Marvel Team-Up (artista) #53–55, 59–70, 75, 79, 100 (segona meitat del número)
- Marvel: The Lost Generation (artista) #1–12
- Marvel Two-in-One (artista) #43, 53–55 (autor complet) #50 (guionista) #100
- Namor the Sub-Mariner (autor complet) #1–25; (guionista) #26–32
- The New Mutants (llapis) #75
- Peter Parker The Spectacular Spider-Man (llapis) #58
- Power Man (llapis) #48–49
- Power Man and Iron Fist (llapis) #50
- Rom (entintador) #74
- Sensational She-Hulk (autor complet) #1–8, 31–46, 48–50
- Spider-Man: Chapter One (autor complet) #1–12
- Thing #1–13, 19-22 (guionista)
- Uncanny X-Men (co-argumentista i dibuixant a llapis), #108, 109, 111–143; (guionista) #273, 281–285, 288
- What If? (autor complet) #36
- Wolverine vol. 2 (artista) #17–23
- X-Factor (autor complet) Annual #4
- X-Men vol. 2 (guionista) #4–5
- X-Men: The Hidden Years #1–22 (autor complet)

### Novel·les
- John L. Byrne's Fear Book (1988; ISBN 0-446-34814-7)
- Whipping Boy (1992; ISBN 0-440-21171-9)
- Wonder Woman: Gods and Goddesses (1997, ISBN 0-7615-0483-4)

### Tires còmiques
- Funky Winkerbean (2003) (dibuixant durant deu setmanes)

### Webcomics
- You Go, Ghoul! (2004)[13]
- X-Men Elsewhen (2019—)[14]